# 鈴木重幸
鈴木 重幸（すずき しげゆき、1930年5月 - 2015年2月8日）は、日本の言語学者。横浜国立大学名誉教授。主な研究対象は日本語の文法（形態論）である。

## 略歴
- 1930年5月 東京都で誕生。東京大学文学部、同大学大学院人文科学研究科修士課程修了。
- 1960年4月より 国立国語研究所所員。
- 1968年4月 横浜国立大学助教授。
- 1976年4月 横浜国立大学教授。
- 1996年
  - 3月 同大学を定年退官。
  - 4月より 拓殖大学および同大学大学院で教鞭をとった。
- 1956年11月、言語学研究会の発足とともに入会。最晩年まで、同会および教育科学研究会・国語部会の会員・指導者として活動した。教育科学研究会・国語部会が刊行した言語教育のテキスト『にっぽんご』シリーズ（『にっぽんご4の上』）の解説書として書かれた 『日本語文法・形態論』によって、橋本進吉による現行の学校文法を根本的に批判し、文法教育の革新運動を推進した。また、従来、言語名・教科名として日本語を「国語」と称する伝統があった（「国語学」など）が、これを批判し、「国語」から「日本語」に改めるべきであると主張し、「国語学会」の呼称を「日本語学会」に改めるなどの動きを推進した。

## 著書

### 単著
- 『日本語文法・形態論』（むぎ書房, 1972年, ISBN 978-4-8384-0105-5）
  - 言語学研究会と教育科学研究会・国語部会などが中心となって刊行している日本語の体系的な言語教育のテキスト「にっぽんご」シリーズ（むぎ書房）のうち、国際的にもっともよく知られている『にっぽんご4の上』（日本語文法のうち、形態論を収録）の解説書として刊行された。言語学研究会と教育科学研究会・国語部会の文法論がわかりやすく詳述されており、今なお日本語の形態論を知る上で役に立つ本として、中国・韓国・ロシアの学者をはじめ、同書を参考にしている学者は、諸外国の日本語研究者や学生にも多い。
- 『文法と文法指導』（むぎ書房, 1972年）
- 『形態論・序説』（むぎ書房, 1996年, ISBN 978-4-8384-0111-6）

### 編著
- （大石初太郎、南不二男、宮地裕）国立国語研究所報告23『話しことばの文型(2)―独話資料による研究』（秀英出版, 1963年）
- （坂本英子、鈴木康之、高木一彦、宮島達夫）『文法教育 その内容と方法』（むぎ書房, 1963年）
- （坂本英子、鈴木康之、高木一彦、宮島達夫）『語彙教育 その内容と方法』（むぎ書房, 1963年）
- （鈴木康之編）『国語国字問題の理論』（むぎ書房, 1977年, ISBN 978-4-8384-0108-6）